# Eduard Miglitz
Eduard Miglitz II. (* 21. Oktober 1866 in Klagenfurt; † 5. Jänner 1929 in Graz) war ein österreichischer Nervenarzt, Primarius für Nervenkrankheiten, innere Krankheiten und Dermatologie am Spital der Barmherzigen Brüder in Graz und erster medizinischer Leiter der Kur- und Heilanstalt Laßnitzhöhe bei Graz.

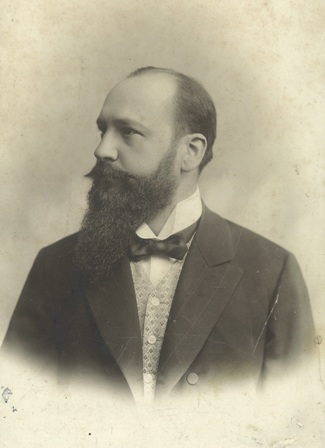
Eduard Miglitz (um 1905)

## Herkunft
Die Eltern von Eduard Miglitz II. waren Eduard Miglitz I. (1830–1909),  k. k. Regierungs-Rat und Strafhaus-Oberdirektor der Justizanstalt Graz-Karlau i. R. und Pauline Kosjek (1836–1915). Seine beiden älteren Schwestern waren Gabriele (1859–1939), verehelicht mit dem k. k. Landesgerichtsrat Klemens Ritter von Coll (1857–1929) und Paula (1861–1930), verehelicht mit dem Buchhändler und Buchdruckereibesitzer in Klagenfurt Ferdinand Edlen von Kleinmayr (1863–1920). Die Familie war in Kärnten und in der Steiermark ansässig.

## Leben
Eduard Miglitz absolvierte das Gymnasium in Klagenfurt und Graz und promovierte am 25. Juli 1899 an der Karl-Franzens-Universität in Graz zum Doktor der gesamten Heilkunde. Er spezialisierte sich im Folgenden auf das Studium der Anatomie, der Inneren Medizin und der Nervenkrankheiten. Er volontierte an den Kliniken von so berühmten Gelehrten wie Hofrat Hans Eppinger und Hofrat Julius Wagner von Jauregg. Von 1893 bis 1895 war er leitender Arzt der Frauenabteilung am Feldhof bei Graz und danach Primarius für Nervenkrankheiten, innere Krankheiten und Dermatologie am Spital der Barmherzigen Brüder in Graz. 1901 gründete er die Laßnitzhöhe Heilanstalt und Sommerfrische reg. Gen. m. b. H. und wurde auch zu deren Obmann gewählt. Ebenso übernahm er die medizinische Leitung der Anstalt. 1914 stellte er seine Tätigkeit als Primarius bei den Barmherzigen Brüdern wegen zu großer Inanspruchnahme durch seine sonstigen Funktionen ruhend. Während des Ersten Weltkrieges betrieb er in der Heilanstalt Laßnitzhöhe mit Hilfe des Roten Kreuzes eine militärische Bettenstiftung. Auch führte er zusätzlich seine Privatordination in Graz, Albrechtgasse Nr. 9. 1928 konnte er noch erleben, dass Laßnitzhöhe zum Kurort erhoben wurde. Eduard Miglitz II. verstarb am 5. Jänner 1929 in Graz, Sanatorium Körblergasse Nr. 9, und wurde am Grazer Stadtfriedhof St. Peter, katholischer Teil, zur letzten Ruhe gebettet.

## Familie
Aus seiner Ehe mit Irene Eizinger (1868–1935), einer Tochter des k. k. Regierungs-Rates und Bezirks-Hauptmannes von Villach in Kärnten i. R. Ignaz Eizinger (1829–1892) und Irene Edle von Vest (1848–1928), entstammten die Kinder:
- Irene (1892–1983), verheiratet mit Alfred Gürtler
- Eduard Miglitz III. (1894–1974)
- Olga (1894–1988), verheiratet mit Oberst Alexander von Endte (1875–1935)
- August Miglitz (1896–1977)
- Elisabeth (1897–1976), verheiratet mit Othmar Crusiz
- Erich Miglitz (1898–1966), Autobusunternehmer

Eduard Miglitz III. übernahm 1929 die Leitung der Kuranstalt Laßnitzhöhe von seinem verstorbenen Vater.

## Ehrungen
- Ehrenhauptmann der Freiwilligen Feuerwehr Laßnitzhöhe
- Ehrenbürger der Gemeinde Wöbling bei Graz (heute: Laßnitzhöhe)
- 1911 Ritter des kais. österr. Franz-Joseph-Ordens
- 1913 k. k. Sanitätsrat (Mitglied des Stmk. Landessanitätsrates)
- Ehrenzeichen vom Roten Kreuz 2. Kl. mit der Kriegsdekoration
- 1918 Kriegskreuz 2. Kl. für Zivilverdienste im Krieg
- 1928 Obermedizinalrat

Nach ihm und seiner Familie wurde in Laßnitzhöhe die Miglitzpromenade benannt.